# Kulturgyngen
Kulturgyngen er en forening og et kulturelt aktivitetscenter i Aarhus midtby. Foreningen drives som en socialøkonomisk virksomhed med hovedsæde i FO-Byen Vester Alle 8.

## Foreningen
Foreningen Kulturgyngen tilbyder jobtræning, revalidering, aktivering og samfundstjeneste med henblik på at opkvalificere arbejdsløse til arbejdsmarkedet. Der er også fokus på at hjælpe udsatte unge videre med uddannelse eller arbejde. De projekt-ansatte i foreningen består af folk i skånejob, jobtræning, aktivering eller i et uddannelsesforløb. Kulturgyngen har mere end 25 års erfaring på området.
Projektet Gyngen i Mejlgade blev startet op i 1987 og fungerer i dag som økologisk café og restaurant samt scene for musik og events. Her holder det grafiske værksted Kultursats også til.

## Samarbejdspartnere
Kulturgyngen lægger vægt på at opbygge et netværk af samarbejdspartnere og indgår i en række samarbejder med andre foreninger, organisationer og det offentlige.
De samarbejder med det etablerede offentlige system inden for Socialforvaltningen, Fritids- og Kulturforvaltningen, Beskæftigelsesforvaltningen samt diverse organisationer og foreninger i Aarhus Kommune, såsom FO-Aarhus.
Der foregår et tæt samarbejde med kunst-, foto- og musikskolen Byhøjskolen og natklubben Backstage. Ligeledes med vandrehjemmet City Sleep-In i Havnegade og med foreningen Musikcaféen i forbindelse med afvikling af kulturelle arrangementer.
Disse to sidstnævnte var tidligere en del af Kulturgyngen.